# Stichting Rechtswinkel Migranten
Stichting Rechtswinkel Migranten (SRM) is een Nederlandse rechtswinkel gespecialiseerd in het (reguliere) vreemdelingenrecht. De stichting werd opgericht in 1984 en is gevestigd in de Amsterdam Law Hub aan de Nieuwe Achtergracht 164 te Amsterdam. SRM bestaat uit (universitaire) rechtenstudenten die worden bijgestaan door (partner)advocatenkantoren.